# Sisebut

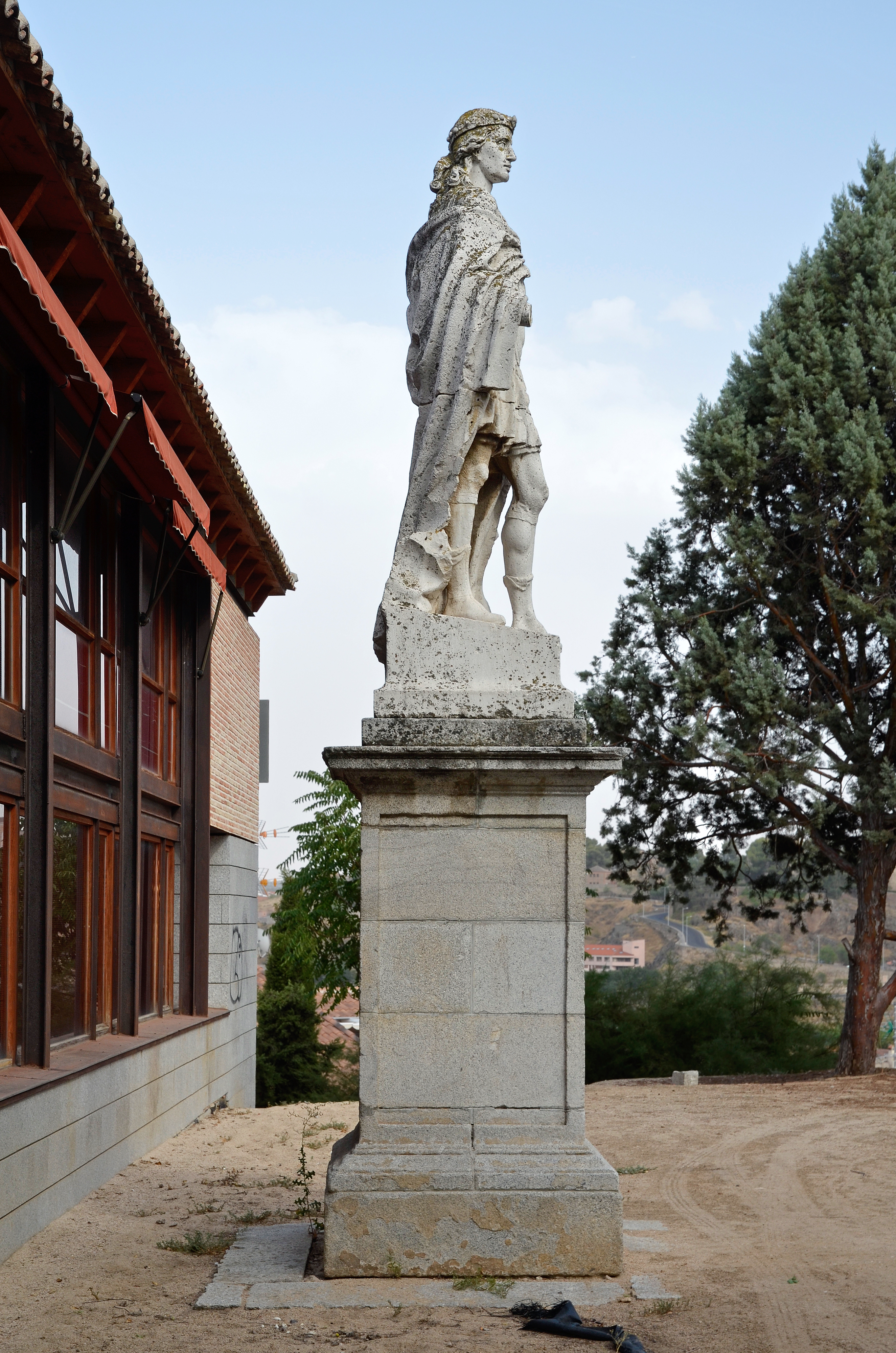
Sisebutstatue in Toledo.

Sisebut (Flavius Sisebutus Rex; † Februar 621) war König der Westgoten von Februar/März 612 bis Februar 621.

## Herrschaft
Sisebut war der Nachfolger von König Gundemar. Über die Umstände seines Regierungsantritts nach Gundemars Tod ist nichts Näheres bekannt; wahrscheinlich wurde er gewählt. Wie andere Westgotenkönige versuchte er anscheinend eine Dynastie zu gründen; wahrscheinlich hat er seinen minderjährigen Sohn Rekkared II. Ende 619/Anfang 620 zum Mitregenten erhoben. Damit konnte er die Thronfolge sichern, doch scheiterte die Dynastiegründung, da Rekkared schon kurz nach Sisebuts Tod starb. Für die Behauptung, dass der Nachfolger Rekkareds II., Suinthila, ein Schwiegersohn Sisebuts war, gibt es keinen Beleg.
Militärisch war Sisebut erfolgreich; im Norden unterwarfen seine Truppen die rebellierenden Asturer, im Süden konnte er die Oströmer, die noch immer einen Teil Andalusiens beherrschten (Provinz Spania), zurückdrängen und ihnen unter anderem die Stadt Málaga abnehmen. Dabei kam den Westgoten der Umstand zugute, dass die Oströmer unter Kaiser Herakleios in schwere Abwehrkämpfe mit dem neupersischen Sassanidenreich verwickelt waren. Vor 617 schloss Herakleios mit Sisebut Frieden. Sisebut schuf die westgotische Flotte; vor seiner Regierung hatten die Westgoten keine Seestreitmacht besessen. Das Recht, über die Einsetzung von Bischöfen zu bestimmen, nahm er als Selbstverständlichkeit für sich in Anspruch.
Schon Rekkared I. (586–601) hatte im Einvernehmen mit den Konzilsvätern des 3. Konzils von Toledo (589) Bestimmungen gegen die Juden erlassen; er verbot ihnen, christliche Sklaven zu halten, untersagte ihnen auch christliche Ehefrauen und Konkubinen und ordnete an, dass Kinder aus solchen Verbindungen getauft werden mussten. Sisebut bestätigte diese Vorschriften und ging noch weit darüber hinaus; er ordnete an, Juden zur Taufe zu zwingen. Dieses rigorose Vorgehen erregte das Missfallen der Bischöfe. Nach Sisebuts Tod verurteilte das 4. Konzil von Toledo (633) die Zwangstaufen, erklärte sie aber für kirchenrechtlich gültig; den auf Sisebuts Veranlassung zwangsweise getauften Juden wurde verboten, zu ihrem angestammten Glauben zurückzukehren.

## Kulturelle Tätigkeit
Sisebut beauftragte Isidor von Sevilla, den „letzten Kirchenvater“, die naturkundliche enzyklopädische Abhandlung De natura rerum (Über die Natur der Dinge) zu verfassen. Außerdem betätigte er sich auch selbst als Schriftsteller, was für einen König damals sehr ungewöhnlich war, denn literarische Aktivität war normalerweise eine Domäne der Geistlichkeit. Seine Werke zeigen, dass er über eine für damalige Verhältnisse beachtliche Bildung und relativ gute Lateinkenntnisse verfügte und sogar lateinisch dichtete. Dennoch sind stilistische Mängel unübersehbar; aus philologischer Sicht wird Sisebuts Ausdrucksweise als geziert und schwülstig beurteilt und seine Sprachbeherrschung als unzureichend für die teils anspruchsvolle Thematik. Erhalten sind Briefe, ein an Isidor gerichtetes Briefgedicht über die Mondfinsternis (61 Hexameter) und ein hagiographisches Werk, die Lebensbeschreibung des heiligen Märtyrers Desiderius von Vienne.
Sisebut baute im Bezirk des Königspalastes von Toledo eine Basilika der heiligen Leocadia nach dem Vorbild der Hagia Sophia in Konstantinopel; dort wurden später Konzilien abgehalten.